# 黃道面

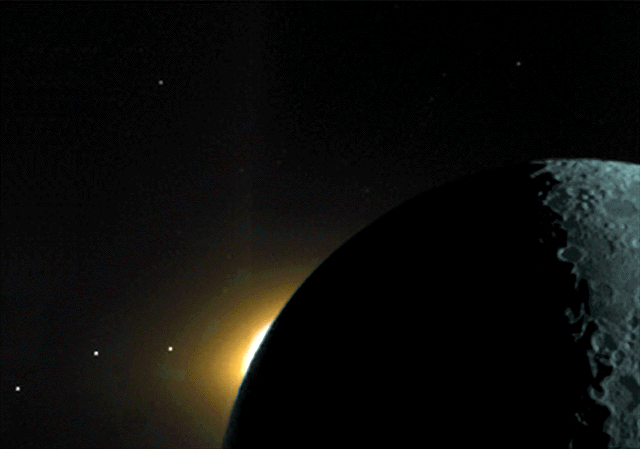
美国“克莱门汀号”飞船（Clementine）星敏感器照相机拍摄的图片中描绘的黄道面，从右到左分别展现了地照照亮的月球、从月球暗边缘升起的日冕、行星土星、火星和水星。

黄道面（英語：plane of the ecliptic）的定义中，是假想地球是不动的，而太陽绕地球旋转。黄道面即为地球绕太陽旋转的轨道平面，目前与地球赤道面交角为23°26'。由于月球和其它行星等天体的引力影响地球的公转运动，黄道面在空间的位置总是在不规则地连续变化。但在变动中，任一时间这个平面总是通过太阳中心。黄道面和天球相交的大圆称为黄道。
黃道面與赤道面的交集稱為交點線（英語：line of nodes）。春分點與秋分點都包含於交點線，是交點線與黃道的交集。

## 参看
- 地球公转
- 地球自转